# Eendrachtsplein (metrostation)
Eendrachtsplein is een ondergronds station van de Rotterdamse metro. Het station werd geopend op 10 mei 1982 en wordt bediend door de oost-westlijn, sinds december 2009 aangeduid als lijn A, B en C.
Het metrostation ligt onder het bedrijvige Eendrachtsplein in het centrum van Rotterdam, niet ver van het Museumpark, waar zich onder andere Museum Boijmans Van Beuningen bevindt. Op de perronwanden zijn grote panelen geplaatst waarop diverse culturele instellingen in de buurt met hun positie en afstand ten opzichte van het station worden aangegeven. In de op een tussenetage gelegen stationshal bevindt zich sinds 15 december 1999 de "Millenniumwand". Deze wand bestaat uit honderden tegels die diverse persoonlijke teksten vereeuwigd hebben.
Station Eendrachtsplein is gelegen aan het centrale deel van de oost-westlijn. Bovengronds kan worden overgestapt op de tramlijnen 4, 6, 8 en buslijn 32.

## Foto's

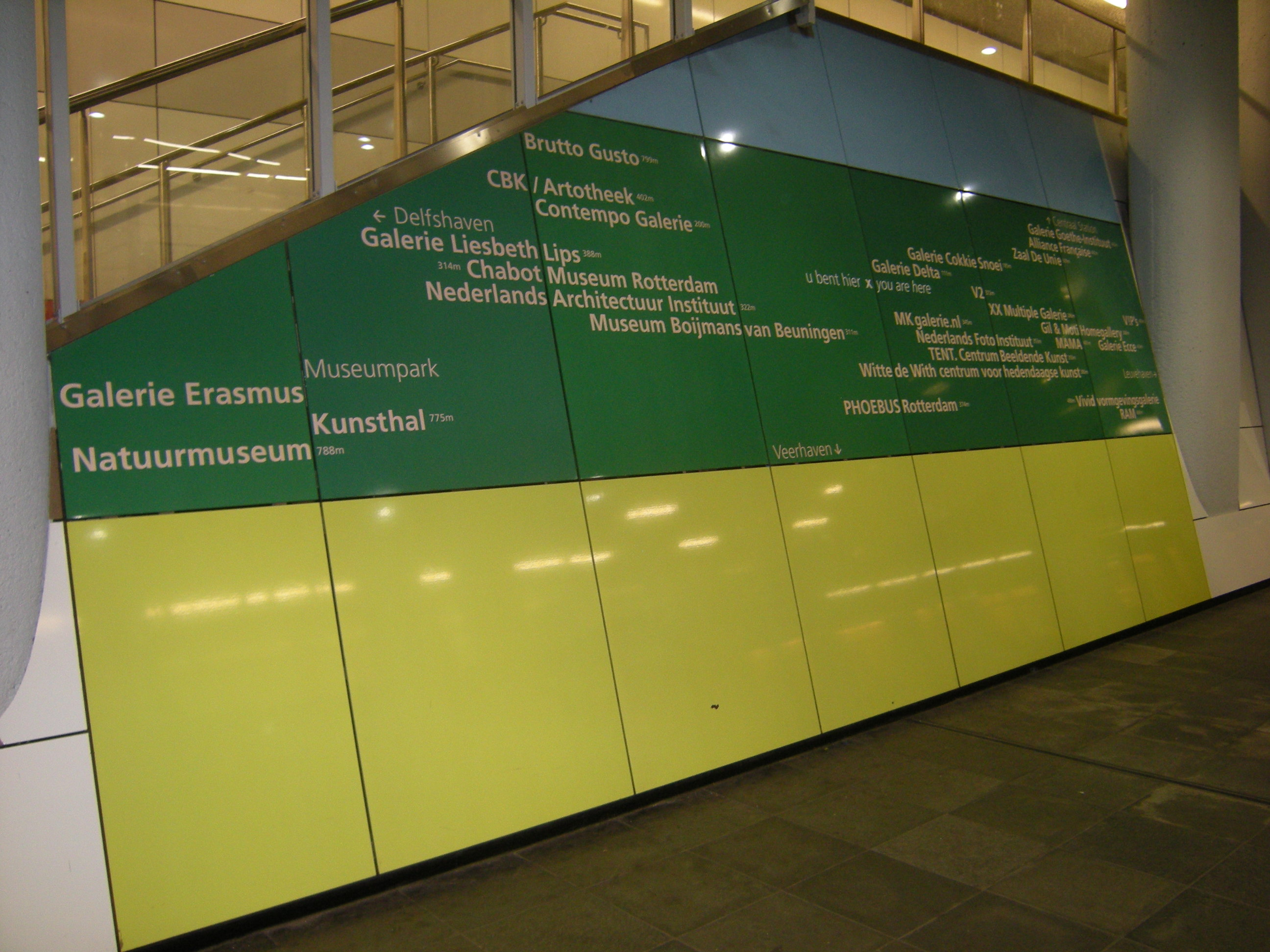
De kaart van culturele instellingen.
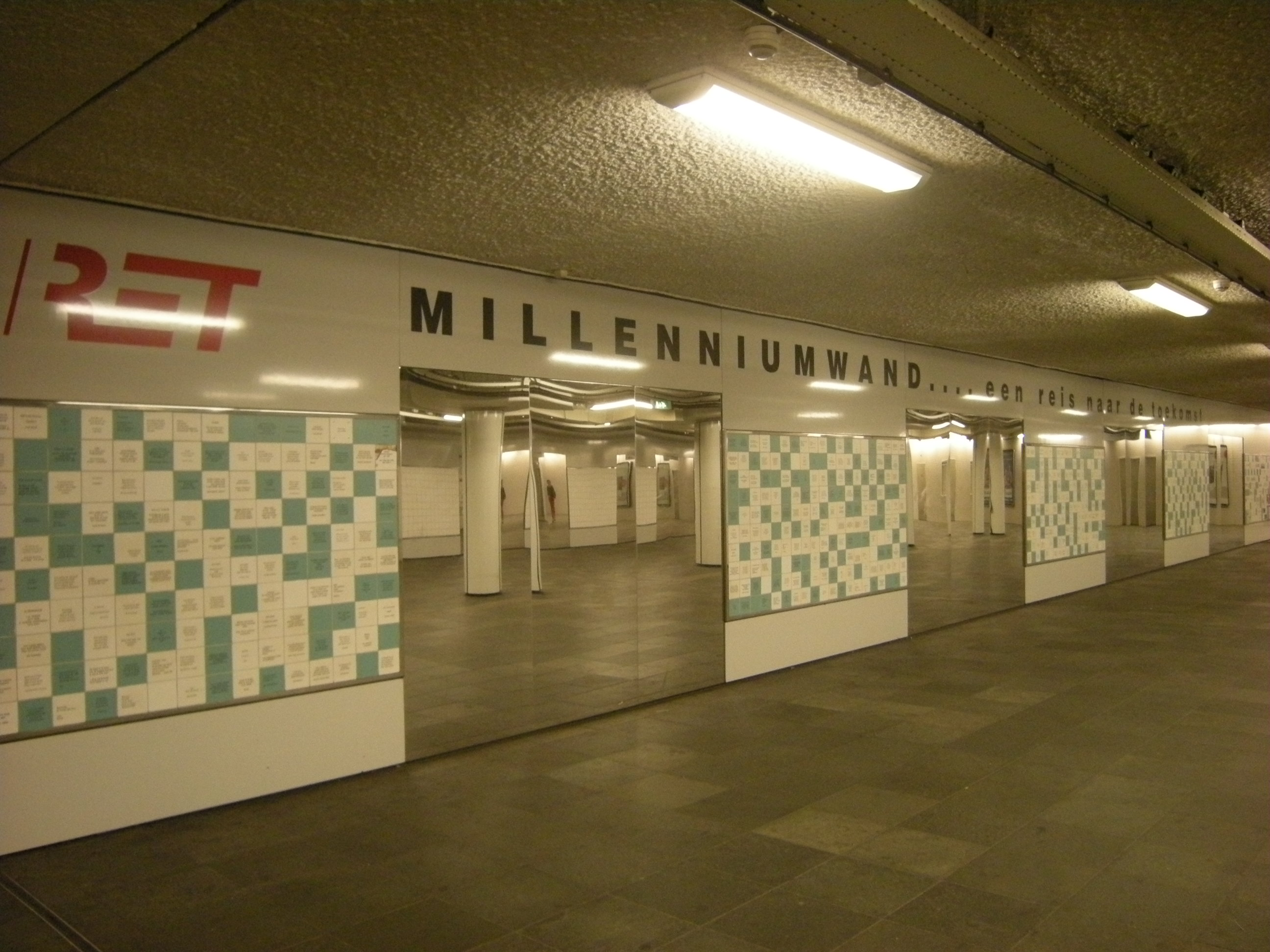
De Millenniumwand.
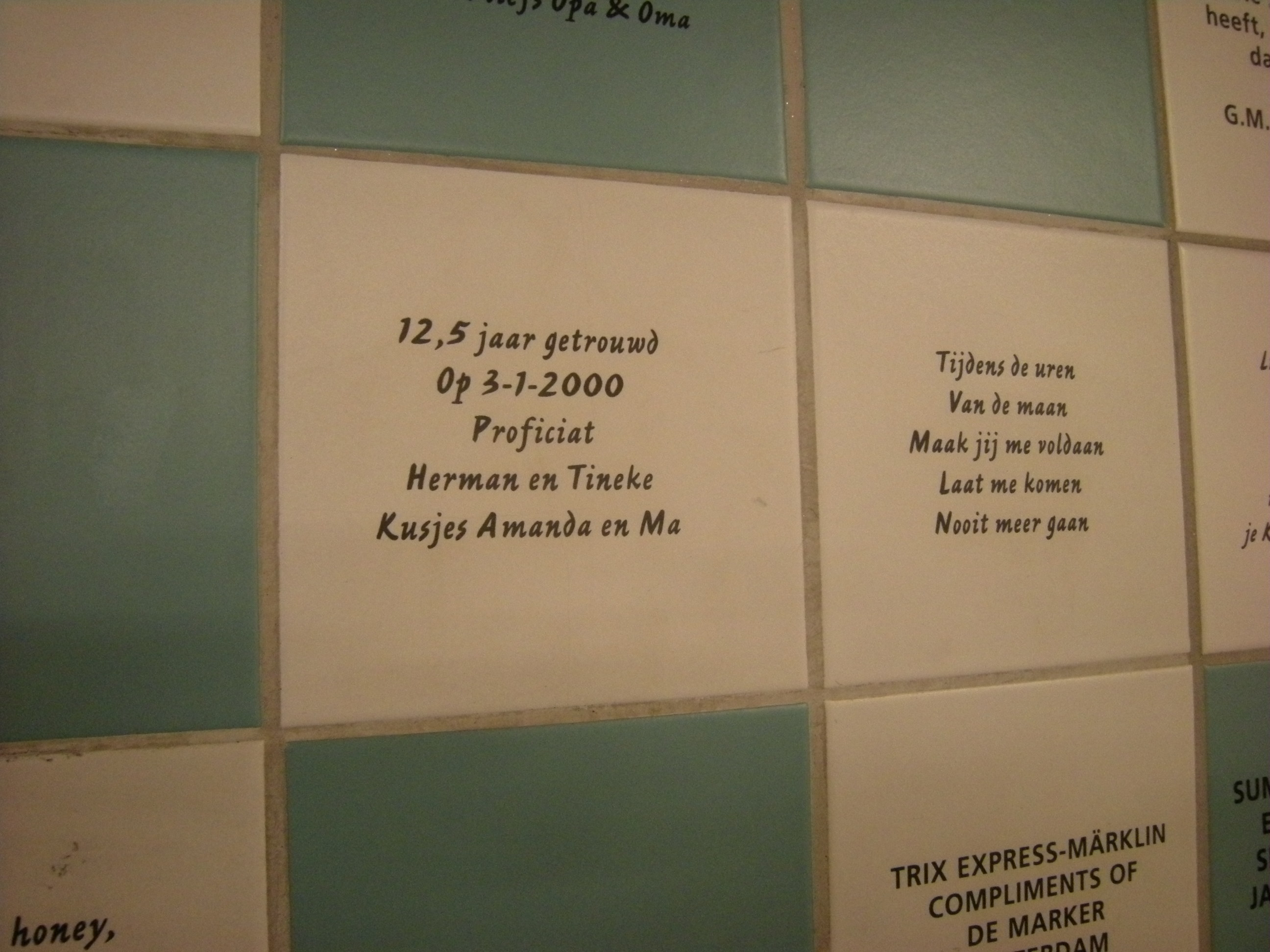
Detail van de Millenniumwand.
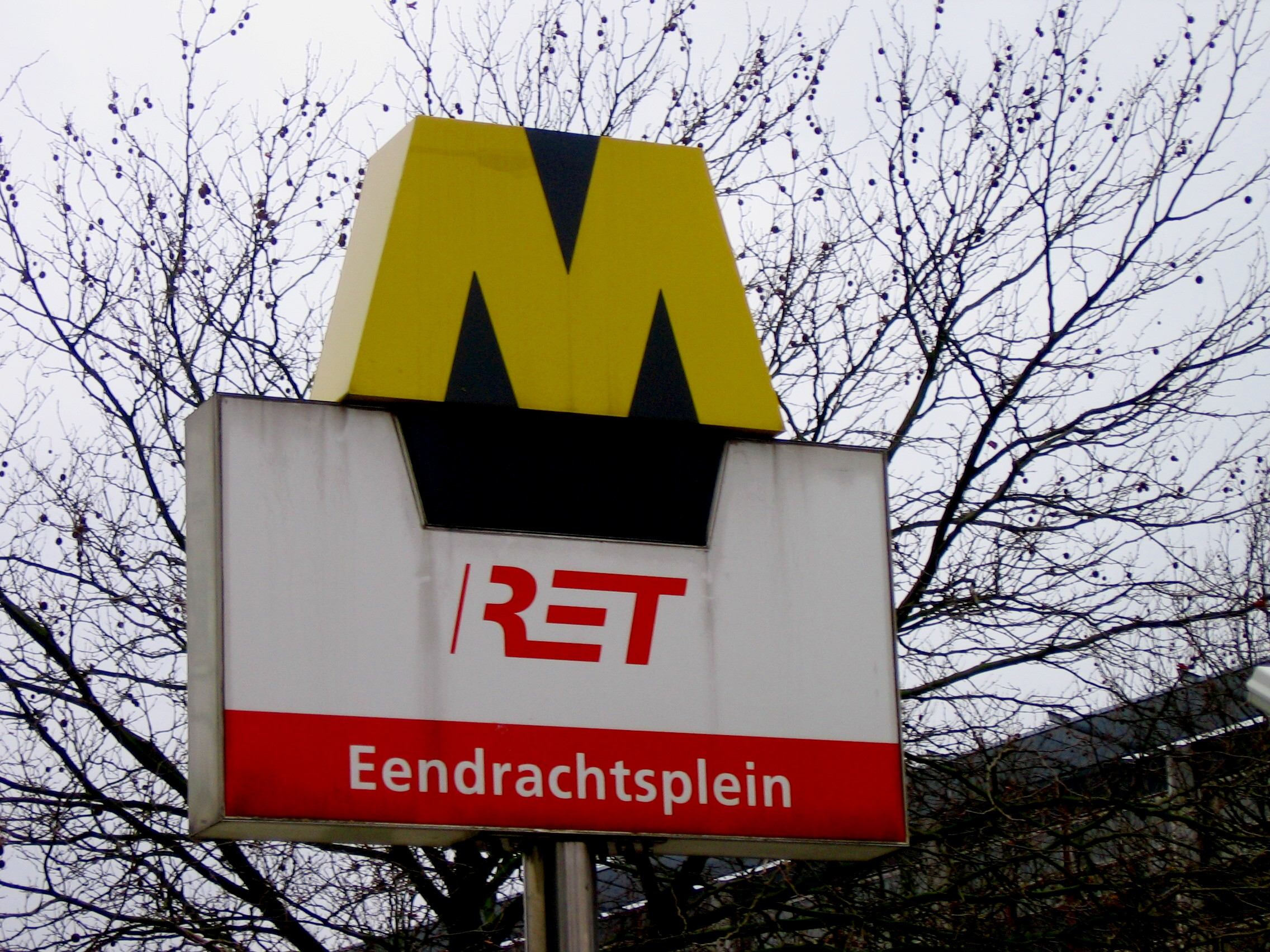
Het M-bord in de oude huisstijl.
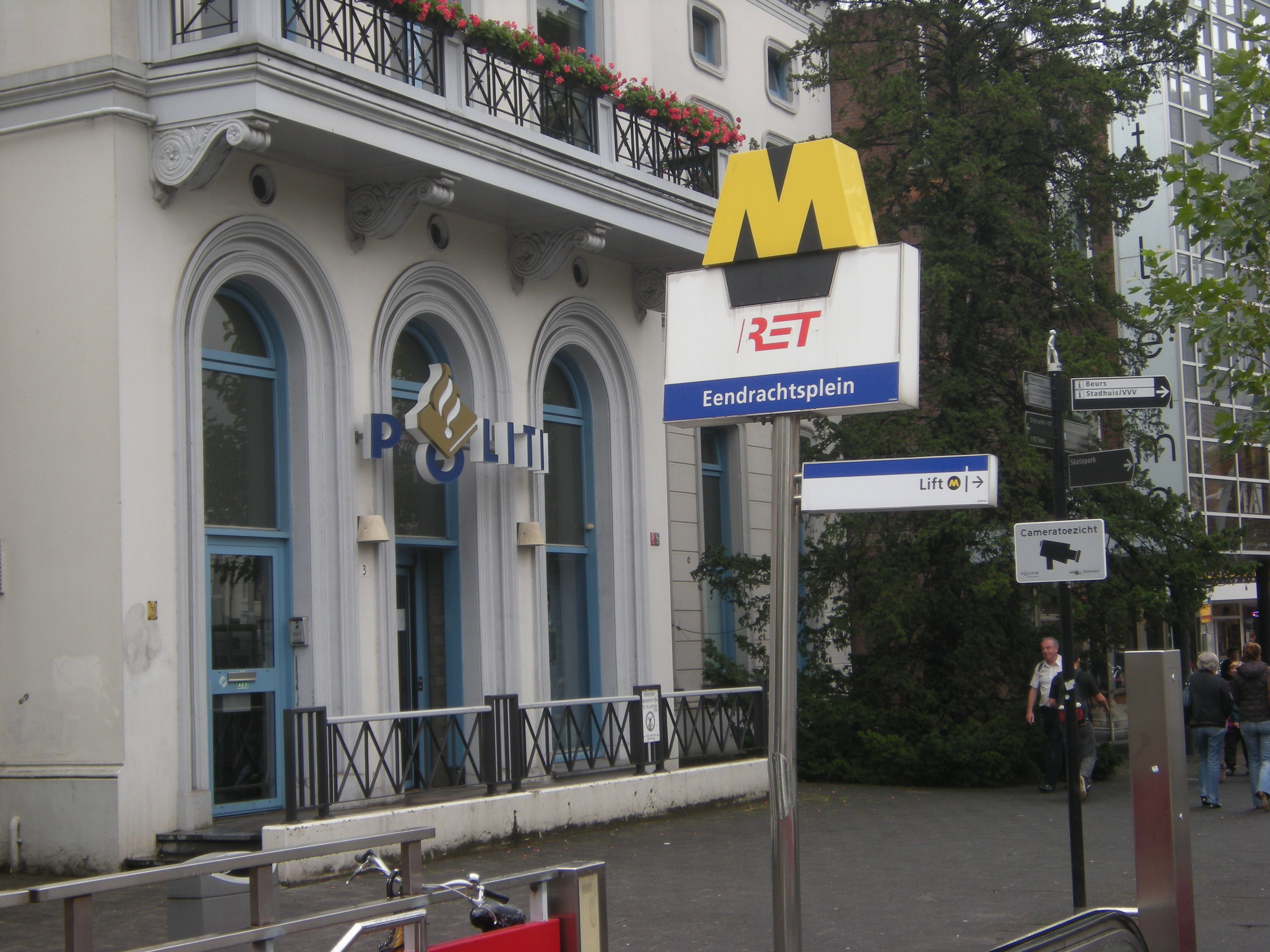
Het politiebureau Eendrachtplein.

Binnenhof · Romeynshof · Graskruid · Alexander  · Oosterflank · Prinsenlaan · Schenkel · Capelsebrug · Kralingse Zoom · Voorschoterlaan · Gerdesiaweg · Oostplein · Blaak  · Beurs · Eendrachtsplein · Dijkzigt · Coolhaven · Delfshaven · Marconiplein · Schiedam Centrum  · Schiedam Nieuwland · Vlaardingen Oost · Vlaardingen Centrum · Vlaardingen West
Nesselande · De Tochten · Ambachtsland · Nieuw Verlaat · Hesseplaats · Graskruid · Alexander  · Oosterflank · Prinsenlaan · Schenkel · Capelsebrug · Kralingse Zoom · Voorschoterlaan · Gerdesiaweg · Oostplein · Blaak  · Beurs · Eendrachtsplein · Dijkzigt · Coolhaven · Delfshaven · Marconiplein · Schiedam Centrum  · Schiedam Nieuwland · Vlaardingen Oost · Vlaardingen Centrum · Vlaardingen West · Maassluis Centrum · Maassluis West · Steendijkpolder · Hoek van Holland Haven · Hoek van Holland Strand
De Terp · Capelle Centrum · Slotlaan · Capelsebrug · Kralingse Zoom · Voorschoterlaan · Gerdesiaweg · Oostplein · Blaak  · Beurs · Eendrachtsplein · Dijkzigt · Coolhaven · Delfshaven · Marconiplein · Schiedam Centrum  · Parkweg · Troelstralaan · Vijfsluizen · Pernis · Tussenwater · Hoogvliet · Zalmplaat · Spijkenisse Centrum · Heemraadlaan · De Akkers